# MSC Divina
Die MSC Divina ist das dritte Schiff der Fantasia-Klasse (Schwesterschiffe sind MSC Fantasia, MSC Splendida und MSC Preziosa) von MSC Cruises und das zwölfte Schiff der Flotte. Der Neubau erfolgte bei STX France Cruise SA in Saint-Nazaire, der französischen Werft der STX-Europe-Gruppe, die auf den Bau von Kreuzfahrtschiffen spezialisiert ist. Ursprünglich sollte sie den Namen MSC Favolosa erhalten, wurde jedoch umbenannt, nachdem Costa Crociere den Namen für das neue Schiff Costa Favolosa bekannt gegeben hatte. Später war der Name MSC Fantastica vorgesehen.

## Ausstattung und Abmessung
Das Schiff hat eine Länge von 333,30 Metern, eine Breite von 37,92 Metern und kann eine Geschwindigkeit von bis zu 23,75 Knoten erreichen. Mit 1751 Kabinen verfügt es über 114 Kabinen mehr als die beiden Schwesterschiffe.
Im Rahmen der Fantasia-Klasse wurde die MSC Divina mit zwei zusätzlichen Aufzügen ausgestattet und weiter modernisiert. Die Schiffsarchitekten De Jorio Design International präsentierten zudem ein neu gestaltetes Deck sowie Restaurant. So wurde auch der MSC Yacht Club neu gestaltet und zudem vergrößert. Das Schiff-im-Schiff-Konzept erlaubt den Gästen dabei Diskretion und Privatsphäre. Ebenso haben sich die Designer für eine neue Ausstattung von Heck-Lounge, Casino und Disko entschieden, sowie einen Heck-Infinity Pool innerhalb des Erwachsenenbereichs.

## Geschichte

### Münzzeremonie
Die traditionelle Münzzeremonie, bei der zwei Gedenkmünzen die starke Bindung zwischen der Stadt Marseille und MSC Kreuzfahrten symbolisieren, fand am 4. November 2010 in der Werft in Saint-Nazaire statt. Eine Münze zeigt das Stadtwappen, während die andere Münze das Logo von MSC, die Windrose, trägt. Anlässlich der Zeremonie wurden die beiden Münzen im Kiel des im Bau befindlichen Kreuzfahrtschiffes verschweißt.

## Schwesterschiffe
Die MSC Divina besitzt drei baugleiche Schwesterschiffe. Die MSC Fantasia wurde als Typschiff am 18. Dezember 2008 in Neapel getauft. Am 12. Juli 2009 wurde in Barcelona die MSC Splendida getauft. Die Jungfernfahrt fand vom 13. bis 18. Juli 2009 statt.
Am 23. März 2013 wurde die MSC Preziosa durch Sophia Loren in Genua getauft.

## Namensgebung und Taufe
Ursprünglich sollte die MSC Divina auf den Namen MSC Fantastica getauft werden. Durch die freundschaftliche Verbindung der Reederei zur Schauspielerin Sophia Loren wurde das Schiff nach ihr benannt. Nach der Tradition, neue Schiffe in einem für die Reederei bedeutenden Hafen zu taufen, fand die Zeremonie am 26. Mai 2012 in Marseille statt.

## Fahrtgebiete
Derzeit fährt die MSC Divina ausschließlich ab Miami (Florida) verschiedene Routen in der Karibik. Angefahren werden dabei vor allem Ziele in Jamaika, Grand Cayman, Mexiko, den Bahamas, St. Maarten und Puerto Rico. Anfang 2018 wurde das Schiff wieder nach Europa überführt.
Im Sommer 2018 und 2019 war die Divina in Genua stationiert und fuhr von dort aus über Civitavecchia (Rom), Palermo (Sizilien), Cagliari (Sardinien) und Palma de Mallorca nach Valencia, bevor es über Marseille wieder zurück nach Genua ging. Im Sommer 2020 fuhr sie einwöchige Kreuzfahrten ab Genua mit Hafenanläufen in Marseille, Barcelona, Ibiza, Neapel und Livorno.
Die Wintermonate 2018, 2019, 2020 und 2021 war sie in Miami stationiert und fuhr von dort aus vor allem längere Kreuzfahrten (11-/12-tägig) zu den ABC-Inseln und Cayman Islands sowie nach Panama, Costa Rica, Jamaica, Puerto Rico, St. Maarten, Mexiko und zu den Bahamas.